# Minaret Ali
Le Minaret Ali est un minaret historique à Ispahan, en Iran. Il est situé à proximité de la mosquée Ali et date du XIe siècle. Le minaret a d'une hauteur de 52 mètres et est le second plus haut minaret d'Ispahan après le minaret Sarban.